# Livredder (film)
Livredder er en dansk kortfilm fra 1967 instrueret af Allan de Waal efter eget manuskript.

## Handling
En sensommer-gæst lader en livredder redde mere end hendes fysiske liv.

## Medvirkende
- Marianne Walther
- Claus Nissen